# Carme Juan i Verdià
Carme Juan Verdià (Onda, Plana Baixa, 6 de març de 1973) és una actriu i cantautora valenciana, llicenciada en Art Dramàtic (1999) i diplomada en Treball Social (1994) a València. Comença els seus estudis de solfeig, guitarra, dansa i cant de ben jove, tot i que la seua activitat professional ha estat sempre dirigida cap a la interpretació.
Salta a la televisió com a co-presentadora del programa infantil de Canal 9 A la babalà, on va mostrar la seua capacitat artística com a cantant amb la gravació de diverses cançons i video-clips musicals. El seu darrer treball a la televisió pública valenciana fon a la reeixida sèrie L'Alqueria Blanca, on a més d'interpretar el paper d'un personatge principal, va compondre i interpretar la cançó de capçalera de la sèrie. També ha participat en una dotzena d'obres de teatre i ha protagonitzat diversos curtmetratges. Al 2013 va traure el seu primer disc 'Ocupas mi Pensamiento', produït per Nacho Mañó.
Amb la tornada de la televisió pública valenciana À Punt, ha participat en diversos projectes, sent presentadora del programa musical Cantant al cotxe, i tertuliana a À Punt Directe i protagonista de la sèrie Diumenge Paella.